# Gold(I,III)-chlorid
Gold(I,III)-chlorid ist eine anorganische chemische Verbindung des Golds aus der Gruppe der Chloride.

## Gewinnung und Darstellung
Gold(I,III)-chlorid kann durch Reaktion von wasserfreiem Gold(III)-chlorid mit Chlorcarbonylgold(I) Au(CO)Cl unter inerter Atmosphäre (Stickstoff oder Argon) in chlorierten Lösungsmitteln, vorzugsweise Thionylchlorid, bei Raumtemperatur gewonnen werden. Das dabei isolierte Produkt besitzt die empirische Summenformel von AuCl2 und stellt eine gemischt-valente Gold(III)-Gold(I)-Verbindung mit der Formel Au4Cl8 dar.
Auch eine Synthese mit hoher Ausbeute durch Reaktion von Gold(III)-chlorid mit einer stöchiometrischen Menge an Kohlenmonoxid in Thionylchlorid ist in der Literatur beschrieben.

## Eigenschaften
Gold(I,III)-chlorid ist ein extrem luftempfindlicher, schwarzer Feststoff. Die Kristallstruktur der Verbindung zeigt eine stuhlartige Molekülanordnung. Gold(I,III)-chlorid besitzt eine trikline Kristallstruktur mit der Raumgruppe P1 (Raumgruppen-Nr. 2) und den Gitterparametern a = 7,015(4), b = 6,830(2), c = 6,684(4) Å, α = 94,4(1), β = 107,5(1), γ = 88.4(1)° und Z = 1.